# Разъезд 12 км
Разъезд 12 км (каз. Разъезд 12 км) — упразднённый населённый пункт в Жарминском районе Восточно-Казахстанской области Казахстана. Ликвидирован в 2009 году. Входил в состав Капанбулакского сельского округа. Код КАТО — 634475107.

## Население
В 1999 году население разъезда составляло 59 человек (29 мужчин и 30 женщин). По данным переписи 2009 года на разъезде проживали 23 человека (13 мужчин и 10 женщин).